# Châteaugiron
Châteaugiron är en kommun i departementet Ille-et-Vilaine i regionen Bretagne i nordvästra Frankrike. Kommunen ligger i kantonen Châteaugiron som tillhör arrondissementet Rennes. År 2018 hade Châteaugiron 8 028 invånare.

## Befolkningsutveckling
Antalet invånare i kommunen Châteaugiron
Referens:INSEE